# Mușchiul extensor al degetelor

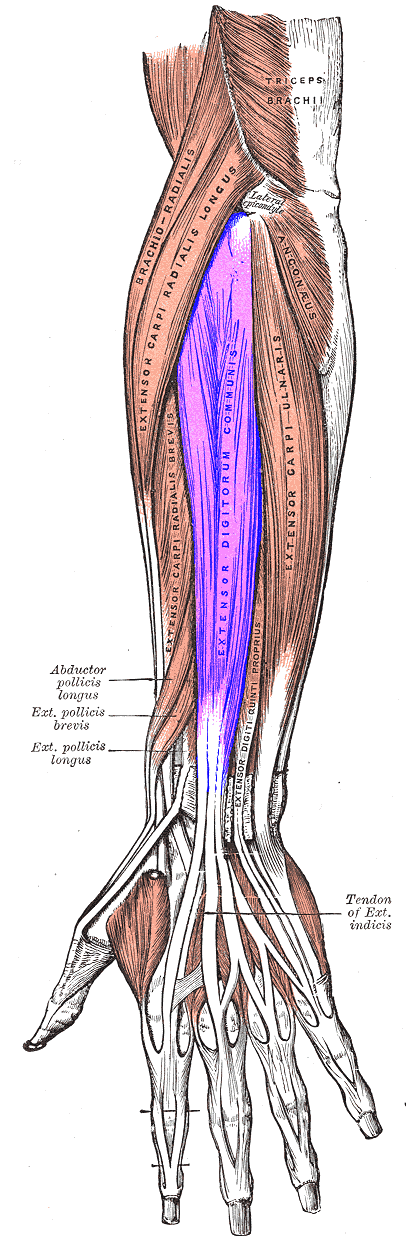
Mușchiul extensor al degetelor (în albastru)

Mușchiul extensor al degetelor (Musculus extensor digitorum) sau mușchiul extensor comun al degetelor (Musculus extensor digitorum communis) este un mușchi lung fusiform care se găsește pe partea laterală a feței posterioare a antebrațului. Este mușchiul cel mai lateral din stratul superficial (primului plan) al mușchilor regiunii posterioare a antebrațului. Are originea pe epicondilul lateral al humerusului. Corpul muscular se împarte în patru tendoane care se îndreaptă spre degetele II-V. Fiecare tendon se împarte în trei ramuri: ramura mijlocie se inserează pe fața posterioară a falangei a II-a, iar cele 2 ramuri laterale se unesc din nou și se inserează împreună pe fața posterioară a falangei a III-a a degetelor 2, 3, 4 și 5. Tendoanele degetelor III, IV și V sunt legate între ele pe fața dorsală a oaselor metacarpiene prin conexiuni intertendinoase transversale.

## Inserții
Are originea pe epicondilul lateral al humerusului (Epicondylus lateralis humeri), pe fața profundă a fasciei antebrahiale (Fascia antebrachii), pe ligamentul colateral radial al articulației cotului (Ligamentum collaterale radiale articulationis cubiti) și pe septurile fibroase intermusculare care îl separă de mușchii vecini.
Corpul muscular se îndreaptă distal și se împarte în jumătatea inferioară a antebrațului în patru fascicule care se continuă prin câte un tendon spre degetele II-V (index, medius, inelar și degetul mic). 
Tendoanele trec pe sub retinaculul extensorilor și ajung pe fața dorsală a mâinii. Sub retinaculul extensorilor tendoanele acestui mușchi sunt înconjurate împreună cu tendonul mușchiului extensor al indexului de o teacă comună, numită teaca tendoanelor extensorului degetelor și a extensorului indexului (Vagina tendinum musculorum extensoris digitorum et extensoris indicis) care ajunge până la mijlocul oaselor metacarpiene.
La nivelul capetelor oaselor metacarpiene tendoanele sunt legate între ele pe fața dorsală a metacarpienelor prin 3 punți fibroase transversale inconstante, numite conexiuni intertendinoase (Connexus intertendinei musculi extensoris digitorum sau Juncturae tendinum).
Ajungând la nivelul articulațiilor metacarpofalangiene, fiecare tendon trimite câte o expansiune fibroasă care aderă de capsula articulară a acestor articulații și se inseră pe falanga proximală. Aici fiecare tendon al mușchiului extensor al degetelor primește expansiuni largi aponevrotice trimise de mușchii lombricali și mușchii interosoși, împreună cu care formează un aparat fibrotendinos complex al degetelor, numit aponevroza dorsală a degetelor.
Fiecare tendon  a mușchiului extensor al degetelor se inseră pe fața dorsală a falangei a doua și a falangei a treia a degetelor 2, 3, 4 și 5. Modul de inserție a celor patru tendoane ale mușchiului este deosebit, în comparație cu ceilalți mușchi ai antebrațului:  fiecare tendon se împarte în dreptul feței dorsale a falangei proximale în trei ramuri aponevrotice: una mijlocie și 2 laterale. Ramură mijlocie se fixează pe fața posterioară (dorsală) a bazei falangei a II-a (falanga mijlocie). Cele 2 ramuri laterale se unesc din nou la nivelul feței posterioare a celei de a doua falange și se inserează împreună pe fața posterioară (dorsală) a bazei falangei a III-a (falanga distală).

## Raporturi
Fața posterioară a mușchiului extensor al degetelor este acoperită la nivelul antebrațului de piele și de fascia antebrahială (Fascia antebrachii), la gâtul mâinii de retinaculul extensorilor (Retinaculum extensorum), iar la mână de fascia dorsală a mâinii (Fascia dorsalis manus). 
Fața sa anterioară acoperă mușchiul supinator (Musculus supinator) și mușchii planului profund al antebrațului: mușchiul extensor lung al policelui (Musculus extensor pollicis longus), mușchiul abductor lung al policelui (Musculus abductor pollicis longus), mușchiul extensor scurt al policelui (Musculus extensor pollicis brevis), mușchiul extensor al indexului (Musculus extensor indicis), vasele interosoase posterioare: artera interosoasă posterioară (Arteria interossea posterior) și venele interosoase posterioare (Venae interosseae posteriores) și articulația radiocarpiană (Articulatio radiocarpalis). La mână acoperă mușchii interosoși dorsali (Musculi interossei dorsales manus), oasele metacarpiene și falangele. 
Marginea sa laterală vine în raport cu mușchiul scurt extensor radial al carpului (Musculus extensor carpi radialis brevis) și mușchiul lung extensor radial al carpului (Musculus extensor carpi radialis longus).
Marginea sa medială vine în raport cu mușchiul extensor al degetului mic (Musculus extensor digiti minimi) și mușchiul extensor ulnar al carpului (Musculus extensor carpi ulnaris).

## Acțiune
Extinde falanga distală pe cea mijlocie, a acesteia pe cea proximală, și indirect (fiind un mușchi multiarticular) falanga proximală pe metacarp, mâna pe antebraț și antebrațul pe braț. Extensia falangei proximale este puternică, iar extensia celorlalte falange este insuficientă, ea fiind completată de mușchii interosoși. 
Mușchiul este și adductor al mâinii și abductor al degetelor.

## Inervația
Inervația este asigurată de nervul antebrahial interosos posterior (Nervus interosseus antebrachii posterior), o ramură profundă a nervului radial (neuromer C7- C8).

## Vascularizația
Vascularizația este asigurată de artera interosoasă posterioară (Arteria interossea posterior) și artera recurentă radială (Arteria recurrens radialis).